# Silesianos

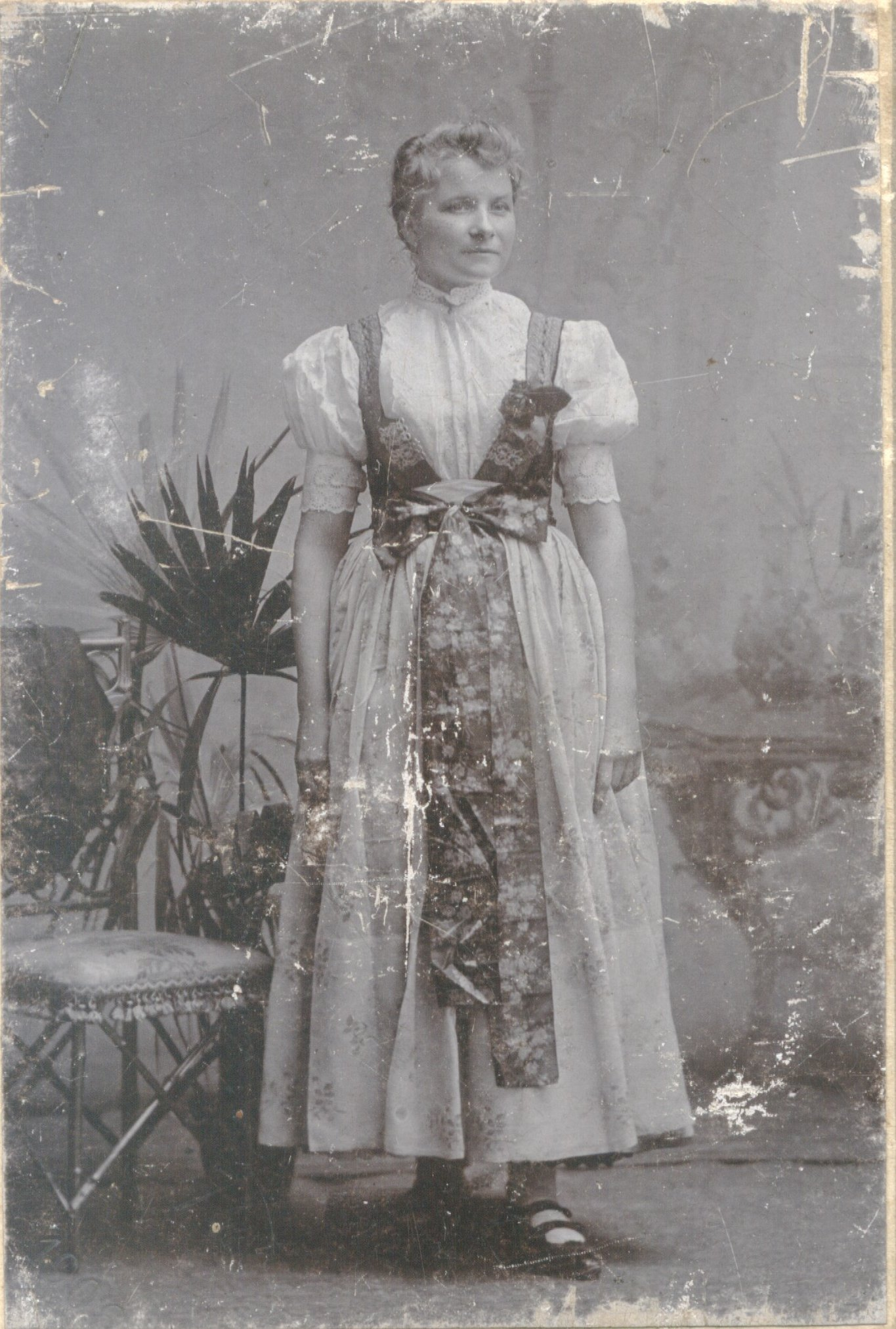
Mulher em traje silesiano da Silésia Cieszyn, 1914.

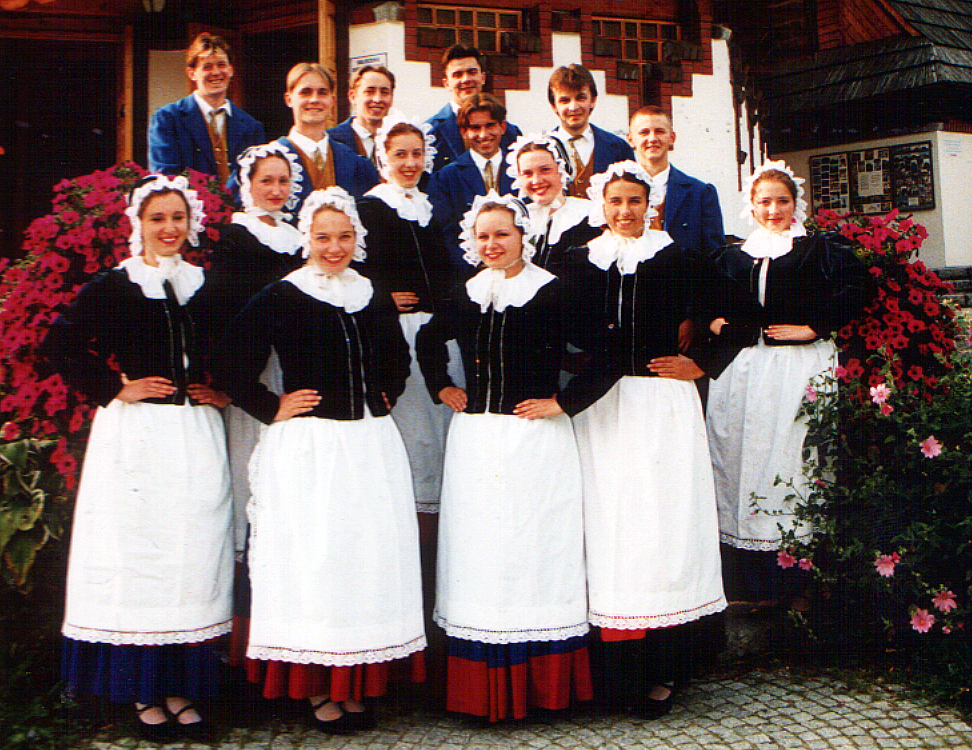
Grupo folclórico da Baixa Silésia.

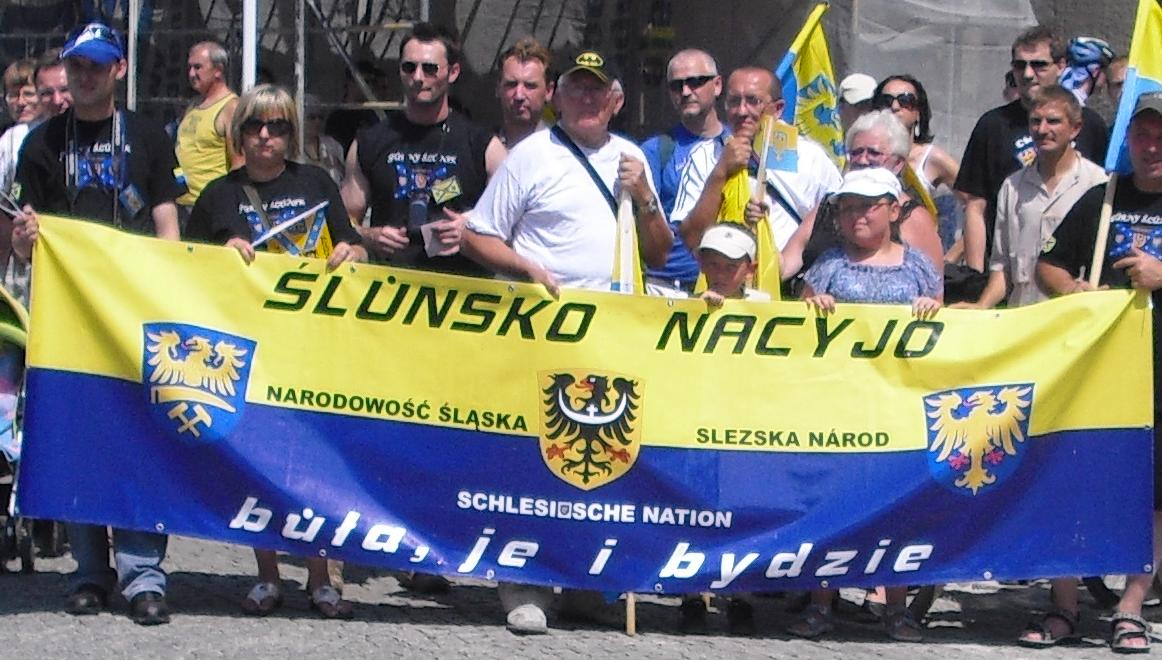
"Ślůnsko nacyjo bůła, je i bydzie", que significa "Nação silesiana foi, é e será" - 3.ª Marcha pela Autonomia, Katowice, 18/07/2009.

Os silesianos (silesiano: Ślůnzoki; polaco: Ślązacy; checo: Slezané; alemão: Schlesier; alemão silesiano: Schläsinger) são os habitantes da região da Silésia, atualmente dividida entre a Polônia, a Alemanha e a República Checa.
Há um certo debate sobre se os silesianos (historicamente silesianos da Alta Silésia) constituem ou não uma nação em separado. Na história moderna, eles têm sido frequentemente pressionados a se declarar como sendo alemães ou poloneses e a adotar a língua da nação governante. Apesar disso, mais de 578 mil pessoas declararam nacionalidade silesiana no censo nacional polonês de 2021, fazendo deles o maior grupo minoritário na Polônia junto com a minoria germânica (93% dos alemães na Polônia vivem na região da Silésia). Na República Checa, foram cerca de 10.000 que declararam nacionalidade silesiana no censo de 2001. Na Eslováquia, mais de 6.000 pessoas declararam-se silesianos e morávios no censo nacional de 2001.
O termo silesiano pode também ser aplicado de uma maneira mais geral para descrever um habitante da Silésia (contemporâneo ou histórico), sem levar em consideração a etnia.

## História
Habitada desde tempos imemoriais e excepcionalmente rica em recursos naturais, a Silésia tem sido há muito tempo disputada por vários povos, estados e principados. A constante mudança do controle da Silésia entre (em ordem alfabética) alemães, austríacos, poloneses e checos por vários séculos resultou no desenvolvimento entre os silesianos de uma cultura em separado copiada em grandes medidas dos povos dominadores.
Na Idade Média, a Silésia era um ducado da dinastia Piast, que subsequentemente se tornou uma possessão da coroa da Boêmia sob o Sacro Império Romano-Germânico no século XIV e passou com aquela coroa à monarquia de Habsburgo da Áustria em 1526. Em 1742, a maior parte da Silésia foi atacada pelo rei Frederico II da Prússia na Guerra da Sucessão Austríaca. Esta parte da Silésia constituiu a Província da Silésia (depois as províncias prussianas da Alta e da Baixa Silésia) até 1945. Em 1919-1921, muitos poloneses da Silésia (silésia polonesa) participaram das revoltas da Silésia para se juntar à região da Alta Silésia à Polônia, graças à qual em 1922 parte da Alta Silésia (incluindo Katowice) se encontrava dentro das fronteiras da Polônia (principalmente a parte oriental de caráter polonês, permaneceu dentro das fronteiras da Alemanha). Já em 1918, uma parte da Cieszyn Silésia estava dentro das fronteiras da renascida Polônia, que até 1918 não era governada pelos alemães, mas pelos austríacos (especialmente com maioria polonesa).  Após a expulsão dos alemães, milhões de poloneses se estabeleceram na Silésia depois de 1945 (muitos deles vieram de antigos territórios poloneses incorporados à URSS após a guerra, e agora parte da Ucrânia, Bielo-Rússia e Lituânia, por exemplo, a cidade de Lwów/Lviv, porque depois a guerra eles foram deslocados dessas áreas).
Após a Segunda Guerra Mundial, a vasta maioria da região da Silésia foi incorporada à Polônia, com pequenas regiões permanecendo na Alemanha Oriental e na Checoslováquia. Milhões de habitantes alemães da Silésia foram em seguida expulsos, mas aqueles silesianos classificados pelas autoridades polonesas como "autóctones" ou "poloneses étnicos insuficientemente conscientes de sua nacionalidade" receberam permissão para ficar, após serem filtrados dos alemães étnicos por um processo de "verificação nacional". Para se qualificar, bastava falar algo do dialeto da Alta Silésia, ou apenas ter um sobrenome que soasse eslavo. A muitos desses silesianos foi permitido permanecer na cidade de Opole. Uma parte significativa desses silesianos se sentiam poloneses, então essa era outra razão pela qual eles poderiam ficar e não serem deslocados.
Durante a era comunista, aproximadamente 600.000 silesianos emigraram para a Alemanha Ocidental.
Desde o final do governo comunista na Polônia, tem havido requerimentos para uma maior representação política para a minoria étnica silesiana. Em 1997, um tribunal de justiça de Katowice registrou a União de Pessoas de Nacionalidade Silesiana (ZLNS) como uma organização política representativa da minoria étnica silesiana, mas após dois meses o registro foi revogado por uma corte regional.

## Língua
A língua silesiana (ou mais frequentemente alto silesiano) é falada pelo grupo étnico silesiano dentro da Alta Silésia. De acordo com o censo de 2002 na Polônia, cerca de 60.000 pessoas declararam o silesiano como sua língua nativa.
Há uma certa contestação sobre se o silesiano é um dialeto ou uma língua em separado. Alguns linguistas poloneses consideram o silesiano como sendo meramente um proeminente dialeto regional do polaco. Contudo, muitos silesianos consideram-no uma língua separada pertencendo ao ramo eslavo ocidental das línguas eslavas, junto com o polonês e outras línguas lequíticas, como o alto e o baixo sórbio, o checo e o eslovaco. Em julho de 2007, a língua silesiana foi reconhecida pela Biblioteca do Congresso dos Estados Unidos e pelo SIL International. Foi atribuído à língua o código ISO SZL.
O alemão também é falado na Silésia, mas é um pequeno grupo, porque o número de falantes de alemão na região tenha caído significativamente após a 2.ª Guerra. O dialeto alemão silesiano é uma variedade distinta do alemão oriental central, com certa influência eslava ocidental provavelmente causada por séculos de contato entre alemães e eslavos na região. O dialeto alemão silesiano é chamado muitas vezes de baixo silesiano. O uso deste dialeto parece estar diminuindo, à medida que a maioria dos alemães silesianos preferem falar o alemão padrão ou o polonês.